# Верлен (Бельгия)
Верле́н — коммуна в Валлонии, расположенная в провинции Льеж, округ Юи. Принадлежит Французскому языковому сообществу Бельгии. На площади 24,21 км² проживают 3507 человек (плотность населения — 145 чел./км²), из которых 49,84 % — мужчины и 50,16 % — женщины. Средний годовой доход на душу населения в 2003 году составлял 12 965 евро.
Почтовый код: 4537. Телефонный код: 04.